# Membres nommés au Seanad Éireann

La composition du Seanad Éireann, l'une des deux chambres de l'Oireachtas (le parlement irlandais), est définie à l'article 18 de la Constitution irlandaise. Cela prévoit 60 sénateurs, dont 11 sont nommés par le Taoiseach (Premier ministre). En outre, six sénateurs sont élus par les diplômés de l'université et 43 par les membres de l'Oireachtas et les conseillers municipaux et de comté à travers 5 comités d'experts.
Ces nominations permettent au gouvernement d’obtenir une majorité au Seanad, aux plus petits partis formant une coalition ou d’aider le gouvernement à obtenir une représentation plus significative au Seanad, et à la nomination de membres indépendants représentant des intérêts particuliers. Au cours des années, un certain nombre de représentants d'Irlande du Nord ont été choisis comme sénateurs indépendants. En 2016, Enda Kenny a proposé à Billy Lawless, résident de Chicago, de représenter les intérêts des Irlandais vivant à l'étranger.
Alors que le 'Seanad sortant poursuit ses travaux après les élections générales, il est habituel que les Taoiseach sortants désignent des sénateurs pour occuper les sièges de ceux qui ont été élus au Dáil Éireann pour une courte période, jusqu'à la conclusion des élections au Seanad.